# Eva Křížová
Eva Křížová (* 1. srpna 1994 Brno) je česká sportovní lezkyně a trenérka, bývalá juniorská reprezentantka v lezení na obtížnost a rychlost. Dvojnásobná mistryně ČR a vítězka Českého poháru v lezení na rychlost, vítězka českého poháru mládeže v lezení na obtížnost. V lezení na rychlost také závodí její sestra Hana Křížová a bratr Jan Kříž.

## Závodní výsledky
| Světový pohár (nalevo jsou poslední závody v roce) | Světový pohár (nalevo jsou poslední závody v roce) |
| Rok                                                | 2012                                               |
| -------------------------------------------------- | -------------------------------------------------- |
| Rychlost                                           | 45                                                 |
| jednotlivě                                         | -,-,-,-,22,-                                       |

| Mistrovství ČR | Mistrovství ČR | Mistrovství ČR |
| Rok            | 2011           | 2012           |
| -------------- | -------------- | -------------- |
| Rychlost       | 1              | 1              |

| Český pohár (nalevo jsou poslední závody v roce) | Český pohár (nalevo jsou poslední závody v roce) | Český pohár (nalevo jsou poslední závody v roce) | Český pohár (nalevo jsou poslední závody v roce) | Český pohár (nalevo jsou poslední závody v roce) | Český pohár (nalevo jsou poslední závody v roce) |
| Rok                                              | 2010                                             | 2011                                             | 2012                                             | 2013                                             | 2014                                             |
| ------------------------------------------------ | ------------------------------------------------ | ------------------------------------------------ | ------------------------------------------------ | ------------------------------------------------ | ------------------------------------------------ |
| Obtížnost                                        |                                                  |                                                  | 3                                                | 5                                                |                                                  |
| jednotlivě                                       |                                                  |                                                  | 9,,5,                                            | 9,8,4,4                                          |                                                  |
|                                                  |                                                  |                                                  |                                                  |                                                  |                                                  |
| Rychlost                                         | 6                                                | 1                                                | 1                                                |                                                  |                                                  |
| jednotlivě                                       | ,-,-                                             | ,4                                               | ,                                                |                                                  |                                                  |
|                                                  |                                                  |                                                  |                                                  |                                                  |                                                  |
| Bouldering                                       |                                                  |                                                  |                                                  |                                                  | 21                                               |
| jednotlivě                                       |                                                  |                                                  |                                                  |                                                  | -,-,9,10,-,-                                     |

- MSJ 10,11,12
- MEJ 12
- EPJ 10-13 (A,A,jun,jun)

| Mistrovství ČR mládeže | Mistrovství ČR mládeže | Mistrovství ČR mládeže | Mistrovství ČR mládeže | Mistrovství ČR mládeže |
| Rok                    | 2011 kat. A            | 2011 kat. A            | 2012 juniorky          | 2013 juniorky          |
| ---------------------- | ---------------------- | ---------------------- | ---------------------- | ---------------------- |
| Obtížnost              |                        | 5                      | 1                      | 3                      |
| Rychlost               | 4                      |                        |                        |                        |

| Český pohár mládeže (nalevo jsou poslední závody v roce) | Český pohár mládeže (nalevo jsou poslední závody v roce) | Český pohár mládeže (nalevo jsou poslední závody v roce) | Český pohár mládeže (nalevo jsou poslední závody v roce) | Český pohár mládeže (nalevo jsou poslední závody v roce) |
| Rok                                                      | 2010 kat. A                                              | 2011 kat. A                                              | 2012 juniorky                                            | 2013 juniorky                                            |
| -------------------------------------------------------- | -------------------------------------------------------- | -------------------------------------------------------- | -------------------------------------------------------- | -------------------------------------------------------- |
| Obtížnost                                                | 6                                                        | 3                                                        | 1                                                        | 2                                                        |
| jednotlivě                                               | ,6,5,5,6                                                 | ,5,,4,4                                                  | ,                                                        | ,                                                        |

### Přelezy skalních cest
- Němá Barikáda, 8a, [3]

## Trenérská kariéra
- 2015? kvalifikovaná trenérka sportovního lezení ČHS, licence B[4]